# FreeIPA
FreeIPA est un système de gestion d'identité gratuit et open source. 
FreeIPA est le projet open source en amont pour Red Hat Identity Manager.

## Description
FreeIPA vise à fournir un système d'identité, de politique et d'audit (IPA) géré de manière centralisée. Il utilise une combinaison de Fedora, 389 Directory Server, MIT Kerberos, NTP, DNS, l'IGC DogTag, SSSD et d'autres composants open-source libres. FreeIPA apporte des interfaces de gestion extensibles (CLI, interface utilisateur Web, XML-RPC et l'API JSONRPC), le SDK Python pour l'autorité de certification intégrée, et BIND avec un plug-in personnalisé pour le serveur DNS intégré. Chacun des principaux composants de FreeIPA fonctionne comme un projet gratuit / open-source préexistant. Le regroupement de ces composants dans une seule suite avec une interface de gestion complète est sous licence GPLv3, mais cela ne change pas les licences des composants. 
Depuis la version 3.0.0, FreeIPA utilise Samba pour s'intégrer à Active Directory Microsoft par le biais de Cross Forest Trusts. FreeIPA prend en charge les ordinateurs Linux, Unix, Windows et Mac OS X.
| Composant            | Détails                                                            |
| -------------------- | ------------------------------------------------------------------ |
| Fedora               | Système d'exploitation GNU / Linux                                 |
| 389 Directory Server | Implémentaion LDAP                                                 |
| Kerberos 5 du MIT    | Authentification et SSO (authentification unique)                  |
| Serveur HTTP Apache  | Interface utilisateur Web et infrastructure logicielle (Framework) |
| Python               | Infrastructure logicielle (Framework)                              |
| DogTag               | Autorité de certification PKI                                      |

## Plug-in populaires
| Plugin          | Description |
| --------------- | --- |
| Fleet Commander | Outil de configuration bureau qui fonctionne avec Cockpit et SSSD pour stocker des modèles de profil personnalisés dans la base de données LDAP de FreeIPA. Largement comparable aux GPO Windows. |

## Voir également
- Active Directory
- Apple Open Directory
- Gestion d'identité